# 70 Panopaea
För andra betydelser, se Panopea (olika betydelser).
70 Panopaea är en stor asteroid upptäckt 5 maj 1861 av den tyske astronomen H. Goldschmidt i Paris. Asteroiden har fått sitt namn efter Panopea inom den grekiska mytologin.
Den har en mörk yta som troligtvis består av karbonater.